# Baini, Sichuan
Baini (kinesiska: 白泥乡, 白泥) är en socken i Kina. Den ligger i provinsen Sichuan, i den sydvästra delen av landet, omkring 370 kilometer sydost om provinshuvudstaden Chengdu. Antalet invånare är 12 819. Befolkningen består av 6 195 kvinnor och 6 624 män. Barn under 15 år utgör 29,0 %, vuxna 15-64 år 60 %, och äldre över 65 år 9,0 %.
Genomsnittlig årsnederbörd är 1 190 millimeter. Den regnigaste månaden är maj, med i genomsnitt 204 mm nederbörd, och den torraste är januari, med 20 mm nederbörd.